# Ітан Брітто
Ітан Брітто (англ. Ethan Britto; нар. 30 листопада 2000, Гібралтар) — гібралтарський футболіст, лівий захисник та лівий півзахисник клубу «Лінкольн Ред Імпс» та національної збірної Гібралтару.

## Клубна кар'єра
Дорослу футбольну кар'єру розпочав у 15-річному віці в складі «Лінкольн Ред Імпс». У січні 2017 року разом з іншими 4-ма гравцями «червоних» (в тому числі й з Джероном Вінетом та Тіджеєм Де Барром) відправився в оренду до новачка вищого дивізіону чемпіонату Гібралтару «Юероп Пойнт». Однак, незважаючи на те, що забив двічі в 11 матчах, не зміг запобігти вильоту команди й повернувся до «Лінкольна» по завершенні сезону. Влітку 2018 року для отримання більшої кількості ігрового часу переїхав до «Монс Кальпе», але наступного літа знову повернувся до «Лінкольн Ред Імпс» через фінансові проблеми в «Кальпе». Незважаючи на обмежені можливості, Брітто все ж справив непогане враження та в лютому 2020 року разом з Джуліаном Дель Ріо отримав запрошення на перегляд до «Лас-Пальмаса».

## Кар'єра в збірній
Брітто дебютував за збірну Гібралтару 13 жовтня 2018 року, вийшов на заміну на 85-ій хвилині Ендрю Ернандеса в матчі групи D Ліги націй УЄФА 2018–19 проти Вірменії. Матч завершився виїзною перемогою Гібралтару з рахунком 1:0, що стала їх першою перемогою в історії збірної.

## Статистика виступів у збірній

### По роках
Станом на 16 листопада 2021
| Гібралтар | Гібралтар | Гібралтар |
| Рік       | Матчі     | Голи      |
| --------- | --------- | --------- |
| 2018      | 1         | 0         |
| 2019      | 7         | 0         |
| 2020      | 1         | 0         |
| 2021      | 7         | 0         |
| Загалом   | 16        | 0         |

### По матчах
| Дата       | Місто            | Господарі  | Результат | Гості      | Турнір                                | Голи | Примітки |
| ---------- | ---------------- | ---------- | --------- | ---------- | ------------------------------------- | ---- | -------- |
| 13-10-2018 | Єреван           | Вірменія   | 0 – 1     | Гібралтар  | Ліга націй УЄФА 2018-2019 - 1-й раунд | -    | 85'      |
| 10-6-2019  | Дублін           | Ірландія   | 2 – 0     | Гібралтар  | Відбір до ЧЄ 2020                     | -    | 64'      |
| 5-9-2019   | Гібралтар        | Гібралтар  | 0 – 6     | Данія      | Відбір до ЧЄ 2020                     | -    | 46'      |
| 8-9-2019   | Сьйон            | Швейцарія  | 4 – 0     | Гібралтар  | Відбір до ЧЄ 2020                     | -    | 67'      |
| 10-10-2019 | Приштина         | Косово     | 1 – 0     | Гібралтар  | товариський матч                      | -    | 58'      |
| 15-10-2019 | Гібралтар        | Гібралтар  | 2 – 3     | Грузія     | Відбір до ЧЄ 2020                     | -    |          |
| 15-11-2019 | Копенгаген       | Данія      | 6 – 0     | Гібралтар  | Відбір до ЧЄ 2020                     | -    |          |
| 18-11-2019 | Гібралтар        | Гібралтар  | 1 – 6     | Швейцарія  | Відбір до ЧЄ 2020                     | -    | 78'      |
| 5-9-2020   | Гібралтар        | Гібралтар  | 1 – 0     | Сан-Марино | Ліга націй УЄФА 2020-2021 - 1-й раунд | -    |          |
| 4-6-2021   | Копер            | Словенія   | 6 – 0     | Гібралтар  | товариський матч                      | -    | 37'      |
| 7-6-2021   | Андорра-ла-Велья | Андорра    | 0 – 0     | Гібралтар  | товариський матч                      | -    | 80'      |
| 1-9-2021   | Рига             | Латвія     | 3 – 1     | Гібралтар  | Відбір до ЧС 2022                     | -    |          |
| 4-9-2021   | Гібралтар        | Гібралтар  | 0 – 3     | Туреччина  | Відбір до ЧС 2022                     | -    | 3' 34'   |
| 8-10-2021  | Гібралтар        | Гібралтар  | 0 – 3     | Чорногорія | Відбір до ЧС 2022                     | -    | 74'      |
| 11-10-2021 | Роттердам        | Нідерланди | 6 – 0     | Гібралтар  | Відбір до ЧС 2022                     | -    | 46'      |
| 16-11-2021 | Гібралтар        | Гібралтар  | 1 – 3     | Латвія     | Відбір до ЧС 2022                     | -    |          |
| Усього     |                  | Матчів     | 16        |            | Голів                                 | 0    |          |

## Титули і досягнення
- Чемпіон Гібралтару (6):

«Лінкольн Ред Імпс»: 2017-18, 2020-21, 2021-22, 2022-23, 2023-24, 2024-25
- Володар Кубка Гібралтару (4):

«Лінкольн Ред Імпс»:2016, 2021, 2022, 2024
- Володар Суперкубка Гібралтару (2):

«Лінкольн Ред Імпс»: 2022, 2025